# Бамбукова акула коричневосмугаста
Бамбукова акула коричневосмугаста (Chiloscyllium punctatum) — акула з роду бамбукова акула родини азійські котячі акули.

## Опис
Це — невелика акула, сягає 105—120 см. Спостерігається статевий диморфізм: самці більші за самиць. Голова масивна, сплощена, на верхній стороні якої розташовані великі опуклі очі. У дорослих акул задній край грудного плавця прямий або злегка увігнутий. Анальний плавець зміщений назад, і майже впритул з'єднується з хвостовим. На нижній лопаті хвостового плавця ближче до вершини є трикутна вирізка.
Для молодих особин характерний малюнок з широких темних поперечних смуг на світлому фоні, часто між смугами помітно деяка кількість великих розсіяних плям. З віком смуги розпливаються і поступово зникають, залишаючи місце однотонному рудувато або світло-коричневому забарвленню.

## Спосіб життя
Ця акула — бентофаг, дона. Трапляється на глибині до 85 м. Мешкає на прибережних коралових рифах. Нерідко її можна зустріти в калюжах, що залишаються після відпливу. Завдяки цьому звична до висихання, може витримати без води більше 12 годин. Активна вночі, вдень зазвичай ховається в тріщинах і печерах на рифі. Це акула-одинак.
Їжу собі шукає на м'яких ґрунтах, промацуючи його вусиками і висмоктуючи здобич з коралової крихти та піску. Основу раціону складають безхребетні, але при нагоді ця акула полює також на дрібну рибу.
Статева зрілість настає за розміру у 60 см. Самиця відкладає яйця у пісок. Кубишка має розмір 13-17 см завдовжки та 11 см завширшки.

## Розповсюдження
Поширена в Індійському та західній частині Тихого океану. Зустрічається у прибережних водах Індії, Таїланду, В'єтнаму, Малайзії та Сінгапуру до Японії, Філіппін і північної Австралії.